# Cal-Nev-Ari
Cal-Nev-Ari è un census-designated place (CDP) degli Stati Uniti, situato nella Contea di Clark nello stato del Nevada. Nel censimento del 2000 la popolazione era di 278 abitanti. Il nome deriva dalla prime lettere di California, Nevada e Arizona.

## Storia
Cal-Nev-Ari fu creata negli anni 1960 da Nancy e Slim Kidwell, che acquistarono una sezione di 640 acri dal governo statunitense per svilupparvi un insediamento incentrato sul Kidwell Airport, una pista riservata ai residenti. Oltre alle attività legate all'aeroporto, la comunità è cresciuta grazie a un casinò, alcuni motel, campeggi e zone residenziali.
Dopo gli attacchi dell'11 settembre 2001, per motivi di sicurezza, i camion e gli autocarri per raggiungere l'Arizona sono tenuti a passare per Cal-Nev-Ari, data la chiusura al traffico pesante della diga di Hoover.

## Geografia fisica
Secondo i rilevamenti dell'United States Census Bureau, la località di Cal-Nev-Ari si estende su una superficie di 6,0 km², tutti occupati da terre.

## Popolazione
Secondo il censimento del 2000, a Cal-Nev-Ari vivevano 278 persone, ed erano presenti 93 gruppi familiari. La densità di popolazione era di 41 ab./km². Nel territorio comunale si trovavano 199 unità edificate. Per quanto riguarda la composizione etnica degli abitanti, il 95,32% era bianco, l'1,80% apparteneva ad altre razze e il 2,88% a più di una. La popolazione di ogni razza ispanica corrispondeva al 2,16% degli abitanti.
Per quanto riguarda la suddivisione della popolazione in fasce d'età, il 7,6% era al di sotto dei 18, l'1,1% fra i 18 e i 24, il 14,7% fra i 25 e i 44, il 42,1% fra i 45 e i 64, mentre infine il 34,5% era al di sopra dei 65 anni di età. L'età media della popolazione era di 59 anni. Per ogni 100 donne residenti vivevano 104,4 maschi.